# MO Museum

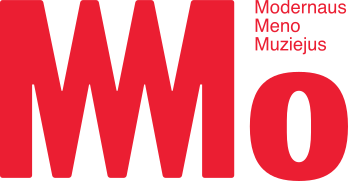
Logo

Das MO Museum ist ein 2018 eröffnetes Museum für zeitgenössische litauische Kunst in Vilnius. Es geht auf die Initiative der Wissenschaftler und Mäzene Danguolė Butkienė und Viktoras Butkus zurück. Die Sammlung des Museums umfasst rund 5000 Werke, die seit 1960 entstanden sind, und wurde vor der Einrichtung eines permanenten Hauses zehn Jahre lang in temporären Präsentationen und über ein Vermittlungsprogramm der Öffentlichkeit zugänglich gemacht. Das Museumsgebäude an der Grenze zur Altstadt von Vilnius wurde von Studio Libeskind und dem litauischen Architekturbüro Do Architects entworfen. Das MO Museum war das erste privat finanzierte Kunstmuseum im Baltikum.
Im Jahr 2021 hatte das MO Museum 91.737 Besucher.

## Geschichte
Das Ehepaar Danguolė Butkienė und Viktoras Butkus begann 2008 mit dem Aufbau einer Sammlung litauischer Gegenwartskunst. Kurz nach Beginn der Sammelaktivitäteten verkaufte Butkus sein Biotechnologie-Unternehmen Fermentas an das US-amerikanische Unternehmen Thermo Fisher Scientific, was die finanziellen Mittel für die Tätigkeit im Kunstbereich bereitstellte. Beim Aufbau des Sammlungskerns aus Gemälden, Graphik, Photographie und Videokunst wurden die beiden von der Kuratorin Raminta Jurėnaitė und weiteren Kunsthistorikern beraten. Daneben erwarben sie auch kleinere Skulpturen und interdisziplinäre Arbeiten aus den Bereichen der Performance und Installation. Im Jahr 2011 wurde die Sammlung vom litauischen Staat als „national bedeutend“ eingestuft. Mit Jurėnaitė, die auch die Vilnius Art Fair beriet, waren die Butkus gut in der litauischen Kunstszene vernetzt. Sie investierten bis zur Eröffnung des Museums 4,5 Millionen Euro in Ankäufe, die zuerst im Rahmen des Konzepts eines Museums ohne Wände der Öffentlichkeit zugänglich gemacht wurden.
Butkus und Butkienė hielten einen Wettbewerb für ein Museumsgebäude ab, das am Ufer der Neris liegen sollte, wo auch eine von Zaha Hadid entworfene Dependance des Guggenheim-Museums angesiedelt werden sollte. Beide Projekte kamen aber nicht zustande. Stattdessen ließen die beiden Studio Libeskind in Zusammenarbeit mit einem lokalen Architekturbüro das Gebäude entwerfen, das für 7,8 Millionen Euro bis 2018 errichtet wurde. Das gesamte Museumsprojekt wurde von der Butkus-Familie mit rund 15 Millionen Euro finanziert. Die Lage an der Grenze zur Altstadt von Vilnius, auf dem Gelände eines ehemaligen Kinos aus der Zeit der litauischen Sowjetrepublik stieß dabei auf Skepsis der Anwohner. Im Vorfeld der Eröffnung des Museums am 18. Oktober 2018 siedelten sich in der Umgebung Cafés, Restaurants und Designerläden an.
Das MO Museum beteiligte sich 2022 am Programm der Kulturhauptstadt Europas Kaunas.

## Museumsgebäude
Das Museumsgebäude wurde von Studio Libeskind und Do Architects entworfen. Es liegt an der Grenze zur Altstadt von Vilnius, in unmittelbarer Nähe zur historischen Stadtmauer. Das Gebäude ist in seiner Grundstruktur ein Kubus, dessen weiße Außenwände – für die Stadt typisch – mit Stuck verspachtelt wurden, und gliedert sich in zwei verschränkte Massen. Der Kubus ist durch einen keilförmigen, verglasten Eingangsbereich mit einem Vorplatz, einer großen durch das Innere des Gebäudes hin zu einem Innenhof und einem Amphitheater führenden Treppe gebrochen. Dies sorgt für eine offene Struktur des Gebäudes, dessen Außenbereich mit dem Skulpturenhof der Öffentlichkeit durchgängig zugänglich ist.
Die gesamtfläche des Gebäudes beträgt rund 3500 Quadratmeter. Die zweigeschossige Lobby mit schrägen, weißen Wänden bietet einen Einblick in das Depot des Museums, in dem die Werke auf rollenden Wänden verwahrt werden. Eine spiralförmige Treppe aus schwarzem Stahl – Libeskind verwendete erstmals eine Spirale in seinem Entwurf für das MO Museum – führt zu einer kleinen Photogalerie und der benachbarten Bibliothek sowie den Büroräumen im Zwischengeschoss und der etwa 930 Quadratmeter großen Hauptgalerie im Obergeschoss, die sich durch eine hohe Decke, Verzicht auf Säulen und große Fenster auszeichnet.
Sam Lubell bewertete die Architektur in seiner Kritik für Metropolis überwiegend positiv: „There are a few missed opportunities—the lobby, while refreshingly unpretentious, lacks a certain wow factor; it would be nice to have sweeping views of the historic city in addition to the newer one; and you still get a sense that Studio Libeskind could add something new to its crystalline formal repertoire. But the museum is without a doubt a success—an electrifying and inviting game changer for a place [Vilnius; Anm. d. Verf.] that certainly needs one. With its stirring embrace of its surroundings and its elegant, but not precious, relationship to art and space, it provides valuable lessons for an art world that tends to take itself too seriously and turn its back on those outside its cloistered confines.“

## Sammlung
Die Sammlung des MO Museums umfasst mehr als 5000 Kunstwerke, womit sie zu den größten Privatsammlungen in Litauen zählt. Sie umfasst Gemälde, Graphiken, Photographien, Videokunst, kleinere Skulpturen, Installationen sowie Dokumentationen ephemerer Kunstwerke wie etwa Performances und reicht von den 1960er-Jahren bis in die Gegenwart. Ein Teil der Werke war für die sowjetischen Behörden nicht akzeptabel, weshalb litauische Museen diese nicht zeitnah erwerben konnten. Neben solchen Kunstwerken liegt ein Schwerpunkt der Sammlung auf der Produktion von Künstlern, die nach der Erlangung der litauischen Unabhängigkeit im Jahr 1990 in die Kunstszene eintraten.
Ein Schwerpunkt der Sammlung bilden künstlerische Positionen, die abseits des offiziell propagierten Stils entstanden sind. So sind etwa Valentinas Antanavicius mit seinen metaphorischen Darstellungen des Lebens unter der sowjetischen Herrschaft und Vincas Kisarauskas mit zeitgenössischen Interpretationen der tragischen Geschichte Litauens vertreten. Abstrakte Tendenzen in der litauischen Kunst der 1960er-Jahre, die keine öffentliche Unterstützung fanden, repräsentiert beispielsweise Kazimiera Zimblyte, während Kostas Dereskevicius und Leonas Linas Katinas mit Werken, in denen sie Pop Art adaptiert hatten, zur Sammlung gehören. In der photographischen Abteilung finden sich unter anderem Violeta Bubelyte, die mit ihren nackten Selbstporträts in den 1990er-Jahren Tabus brach, und Snieguole Michelkeviciute, die mit brutalen Männerakten traditionelle Konventionen herausforderte.